# Дров'янинське міське поселення
Доров'янське міське поселення (рос. Доровянинское городское поселение) — міське поселення у складі Ульотівського району Забайкальського краю Росії.
Адміністративний центр — селище міського типу Дров'яна.

## Історія
Станом на 2002 рік існували Дров'янинська селищна адміністрація (смт Дров'яна, селища Голубична, Красна Річка) та Татауровський сільський округ (село Татаурово).

## Населення
Населення міського поселення становить 3998 осіб (2019; 3987 у 2010, 4574 у 2002).

## Склад
До складу міського поселення входять:
| Населений пункт                | Населення, осіб (2002) | Населення, осіб (2010) |
| ------------------------------ | ---------------------- | ---------------------- |
| Голубична, селище              | 381                    | 318                    |
| Красна Річка, селище           | 196                    | 136                    |
| Дров'яна, селище міського типу | 3230                   | 2871                   |
| Татаурово, село                | 767                    | 662                    |